# Салют (виртуальный ассистент)
Салют — виртуальный ассистент, созданный в «Сбербанке». Работает на технологиях искусственного интеллекта GigaChat.
У ассистента есть три голоса — Джой, Афина и Сбер, пользователь может менять их в любое время. Виртуальный ассистент Салют понимает естественную речь, умеет отвечать на вопросы, искать информацию, принимать участие в брейнштормах, может управлять умным домом и выполнять поручения, например перевести деньги или оплатить заправку.
Виртуальный ассистент доступен в мобильных приложениях «Сбербанк Онлайн» и «Сбер Салют», в умных устройствах Sber и аппаратах сторонних производителей (первым об интеграции ассистентов Салют в свои устройства заявил HONOR). Также виртуальный ассистент стал доступен в десктопной версии «Сбербанк-онлайн».

## История
Виртуальный ассистент Салют разработан входившей в экосистему Сбера IT-компанией SberDevices при помощи ML Space и суперкомпьютера Christofari.
SberDevices специализируется на речевых технологиях, NLP, компьютерном зрении, создаёт умные устройства и сервисы.
Компания основана в октябре 2019 года, генеральным директором был назначен Максим Малежин. В том же году к команде присоединился Константин Круглов, который со временем занял пост директора департамента SberDevices СберБанка, а позже был назначен старшим вице-президентом СберБанка. Ранее Круглов создал и запустил первый гаджет «Яндекса».
В марте 2022 года компанию возглавил Денис Филиппов, ранее занимавший пост CTO в SberDevices.
24 сентября 2020 года на конференции «СберКонф» Сбер представил виртуального ассистента Салют, умную ТВ-приставку SberBox и смарт-дисплей SberPortal. Они стали первыми устройствами компании с ассистентом Салют. Также в сентябре ассистент появился в мобильных приложениях Салют (бывш. Сбер Салют) и СберБанк Онлайн.
Ещё до анонса в СМИ просочилась частичная информация о новинках. На «СберКонф» Сбер презентовал и платформу для создания навыков ассистента.
В декабре 2020 года виртуальный ассистент Салют был включён в список программ, обязательных для предустановки на мобильные телефоны, продаваемые на территории России. К этому моменту у ассистента Салют было 1,8 млн активных пользователей и более 100 тысяч установок из магазинов приложений App Store и Google Play.
Весной 2021 года SberDevices представила собственную платформу умного дома, интегрированную с виртуальным ассистентом Салют, и открыла доступ сторонним разработчикам к API платформы.
В июле 2021 года ассистент научился отвечать на вопросы о документах. Для этого ассистент был связан с роботом Максом от «Госуслуг».
В августе 2022 года число владельцев умных устройств Sber с виртуальным ассистентом Салют превысило 1 млн. В это число входят приставки SberBox, SberBox Top, SberBox Time, смарт-дисплей SberPortal и умные телевизоры Sber на платформе Салют ТВ. В январе 2023 года линейку устройств пополнили умные колонки SberBoom и SberBoom Mini. К ноябрю 2023 года количество пользователей (MAU) виртуального ассистента Салют составило 19,5 млн человек в месяц.

## Технологии
Виртуальный ассистент «Салют» реализует концепцию мультимодального интерфейса, что позволяет пользователям взаимодействовать с ним различными способами в зависимости от устройства: голосом, текстом, через сенсорный интерфейс, а на устройствах с камерой — даже жестами. Сам ассистент может отвечать не только голосом, но и изображениями, видео или действиями.
«Салют» построен на базе созданных в «Сбере» платформ обработки естественного языка — SmartNLP и SaluteSpeech (ранее SmartSpeech). Для диалоговой системы ассистента используются языковая модель BERT и генеративная языковая модель ruGPT-3 с 13 миллиардами параметров.
В 2023 году Сбер интегрировал в ассистента нейросетевую модель GigaChat и технологию GigaSearch, что значительно улучшило генеративные и фактологические возможности ИИ-помощника. Например, пользователь может задать вопрос по географии или попросить «Салют» предложить рецепт пирога и быстро получить релевантный ответ. Вычислительные ресурсы для обучения ассистента предоставляет суперкомпьютер Christofari.
Речь виртуального ассистента «Салют» звучит как человеческая и синтезируется с помощью рекуррентно-свёрточной архитектуры Tacotron/Tacotron-2 и отдельной нейросети. Система нейросетевого синтеза речи, разработанная в SberDevices, управляет темпом, интонацией, ударениями, длиной пауз и эмоциональной окраской речи. За анализ речи пользователя отвечают нейросетевые NLU-модели от SberDevices, основанные на модифицированных многослойных архитектурах трансформеров.

## Голоса ассистента
У ассистента Салют три голоса:
- Сбер — мужской голос. Он принадлежит Даниилу Щебланову, российскому актёру дубляжа (озвучивает Райана Гослинга);
- Джой — голос девушки. Её озвучила Татьяна Ермилова, российская актриса дубляжа (озвучивает сериал «Ведьмак», «Лего-фильм 2», «Геошторм» и другие);
- Афина — женский голос. Её озвучила Анастасия Чернобровина, российская телеведущая, журналист, ведущая передачи «Утро России» на телеканале «Россия»[22].

Ассистент может выполнять разные поручения:
- переводить деньги[23] и пополнять мобильный;
- заказывать товары[24][25] и оплачивать заправку;
- отвечать на вопросы;
- ставить таймер и будильник;
- управлять устройствами умного дома;
- найти фильм или песню;
- управлять воспроизведением музыки;
- запускать игры;
- сообщать курсы валют и др.

В 2021—2022 годах развитие получили генеративные навыки — ассистент научился рисовать, писать стихи и фэнтези, сочинять музыку. Умения ассистента собраны в каталоге приложений.